# Teatro romano de Zaragoza
El teatro romano de Caesaraugusta es un teatro de la época romana construido en la primera mitad del siglo I (gobiernos de Tiberio y Claudio) en Caesar Augusta, actual Zaragoza, España. Tenía capacidad para unos seis mil espectadores y seguía el modelo del teatro Marcelo de Roma. Estuvo en uso hasta el siglo III en que sus materiales fueron reaprovechados para construir murallas y otras edificaciones. En 1972 unas prospecciones arqueológicas lo sacaron a la luz y actualmente se puede visitar en el marco del Museo del Teatro de Cesaraugusta.
El 18 de septiembre de 2001 fue declarado Bien de Interés Cultural en la categoría de monumento.

## Historia

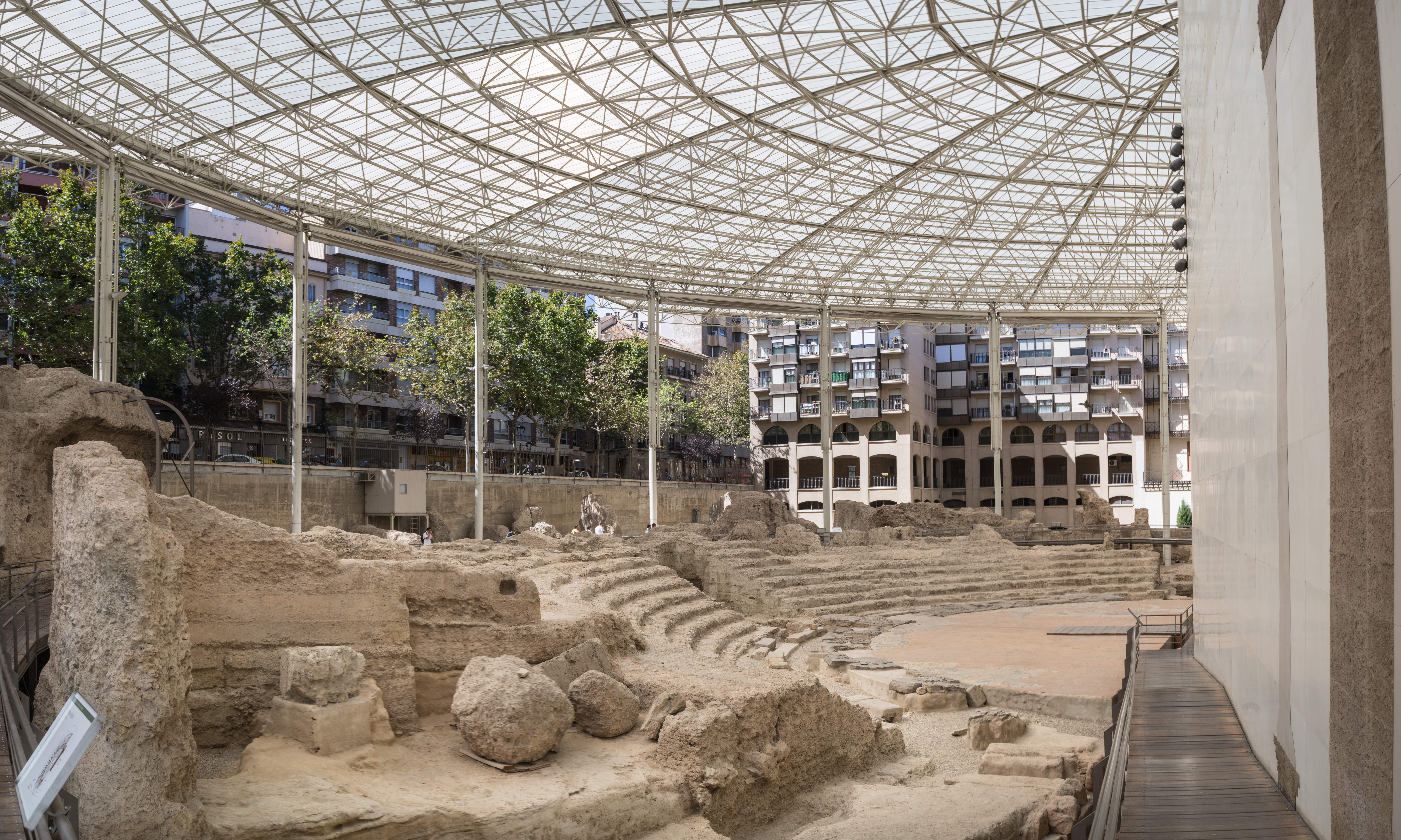
Graderío y cubierta protectora

La construcción del teatro romano de Caesaraugusta dio inicio a comienzos del siglo I, en la época del emperador romano Tiberio, y sus obras finalizaron bajo el gobierno del emperador Claudio, a mediados del primer siglo de nuestra era. Su extensión de 7000 metros cuadrados (106 metros de diámetro) lo convierte en uno de los más grandes de la Hispania romana y tenía capacidad para albergar a unos 6000 espectadores, en una ciudad donde vivían unos 20 000 habitantes.

## Características técnicas

Caesaraugusta sobre plano moderno de la ciudad. Los números 1 y 2 delimitan el cardo y el decúmano, y el 6, señala el solar donde se encuentra el teatro romano.
3.- Foro de Caesaraugusta
4.- Puerto fluvial
5.- Termas públicas
6.- Teatro
7.- Muralla

Al contrario que otros teatros, que usaron desniveles en el terreno, el edificio se construyó en terreno plano usando opus caementicium, a imitación del Teatro de Marcelo de Roma, con una estructura de anillos concéntricos y muros radiales entre ellos que se disponen formando una cavea o gradas que fueron recubiertas por losas de mármol, al igual que la orchestra.
La fachada fue decorada con sillares de opus quadratum, presentando una altura al exterior de tres pisos y veintidós metros. Poseía un singular acceso independiente desde la puerta central de la fachada hasta la orchestra de trazado perpendicular a las tablas o scena y que recorría como un eje el teatro para uso de las autoridades, que accedían así directamente a los escaños reservados a ellos en el semicírculo orquestal. Este exclusivo acceso se puede observar también en los teatros de Turín o Minturno —si bien es único entre los de la Hispania romana— y puede deberse a la variedad de espectáculos, no solo dramáticos, que se celebraban en él.

## Transformación y redescubrimiento

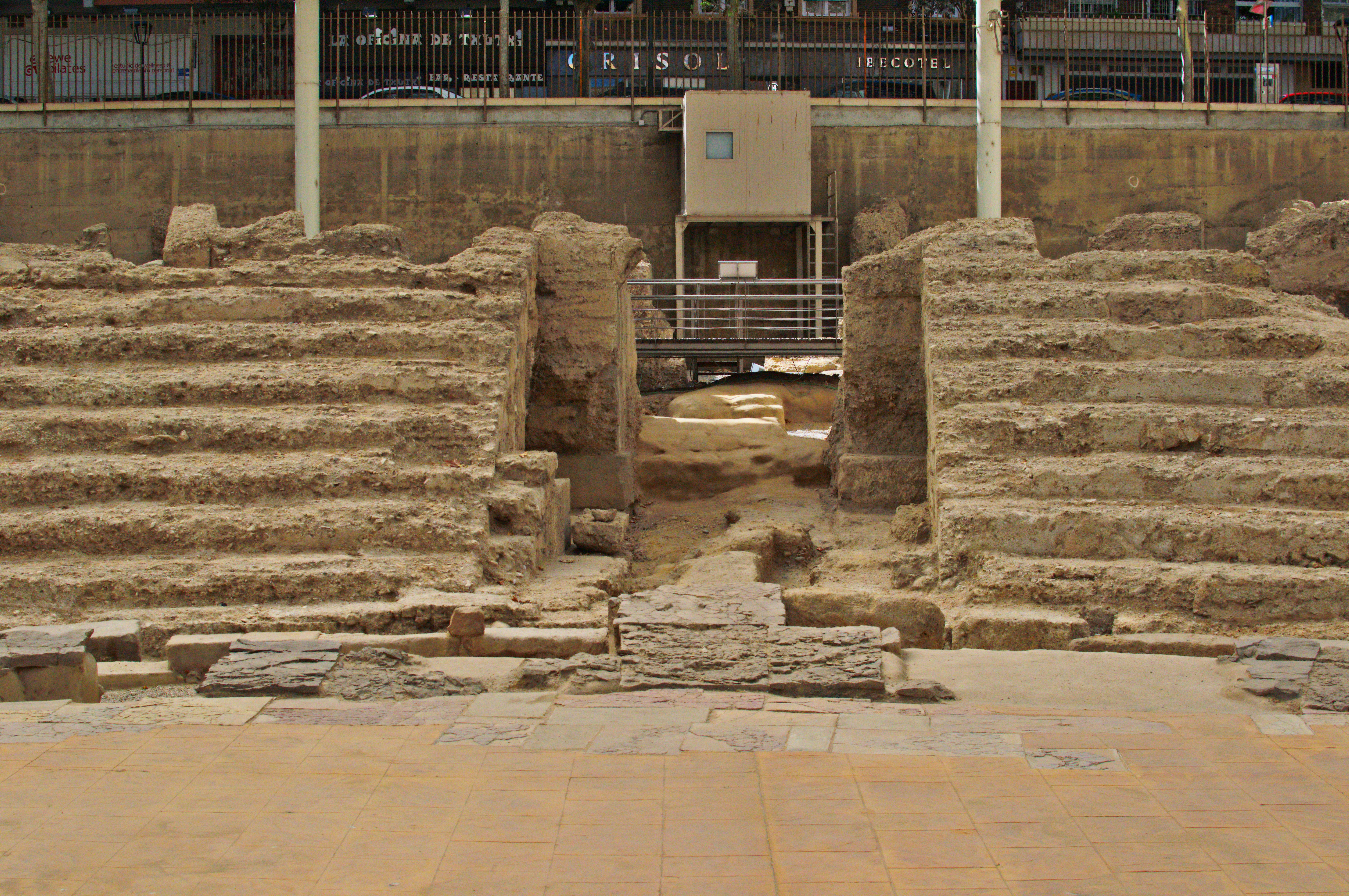
Detalle del graderío

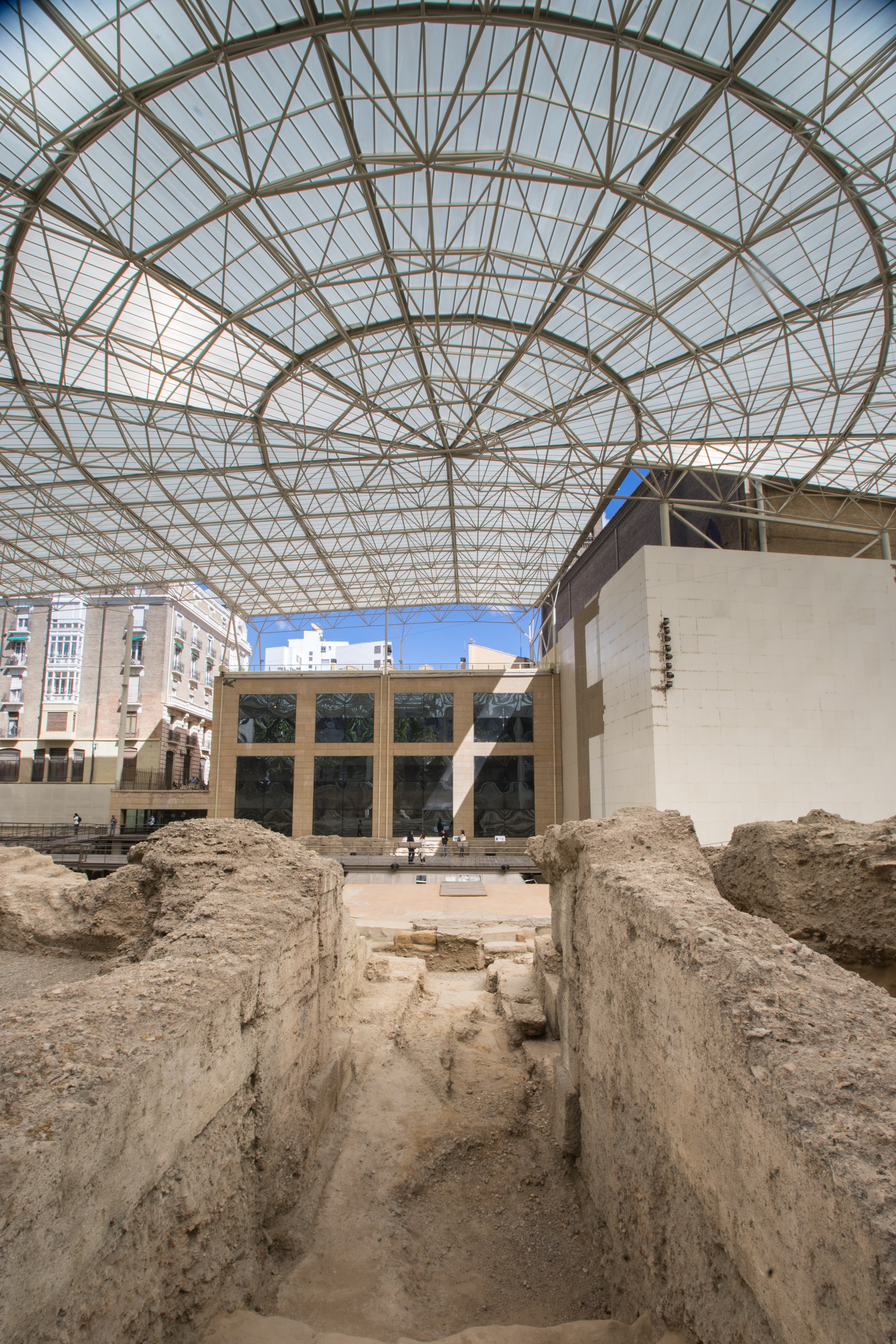
Vista de los restos y la cubierta protectora

Su decadencia comenzó en el siglo III, momento en el que se tomaron piedras para recrecer las murallas y otras edificaciones, que sólo dejaron el hormigón romano de la estructura que se puede ver actualmente.
Con el tiempo acabó por estar cubierto por otras edificaciones hasta la década de los años setenta del siglo XX, en que excavaciones lo sacaron de nuevo a la luz. Tras su redescubrimento, ha sido acondicionado para ser visitado, albergando un museo que muestra y explica los hallazgos arqueológicos descubiertos.
A través de unas pasarelas los visitantes pueden contemplar los restos de las gradas y el escenario que han sido protegidos por una gran cubierta traslúcida de policarbonato. Junto a los restos arqueológicos se ha rehabilitado un edificio, para albergar el Centro de Interpretación en el que se introduce al visitante a la historia del teatro y a los géneros dramáticos, vida social y política de la época.

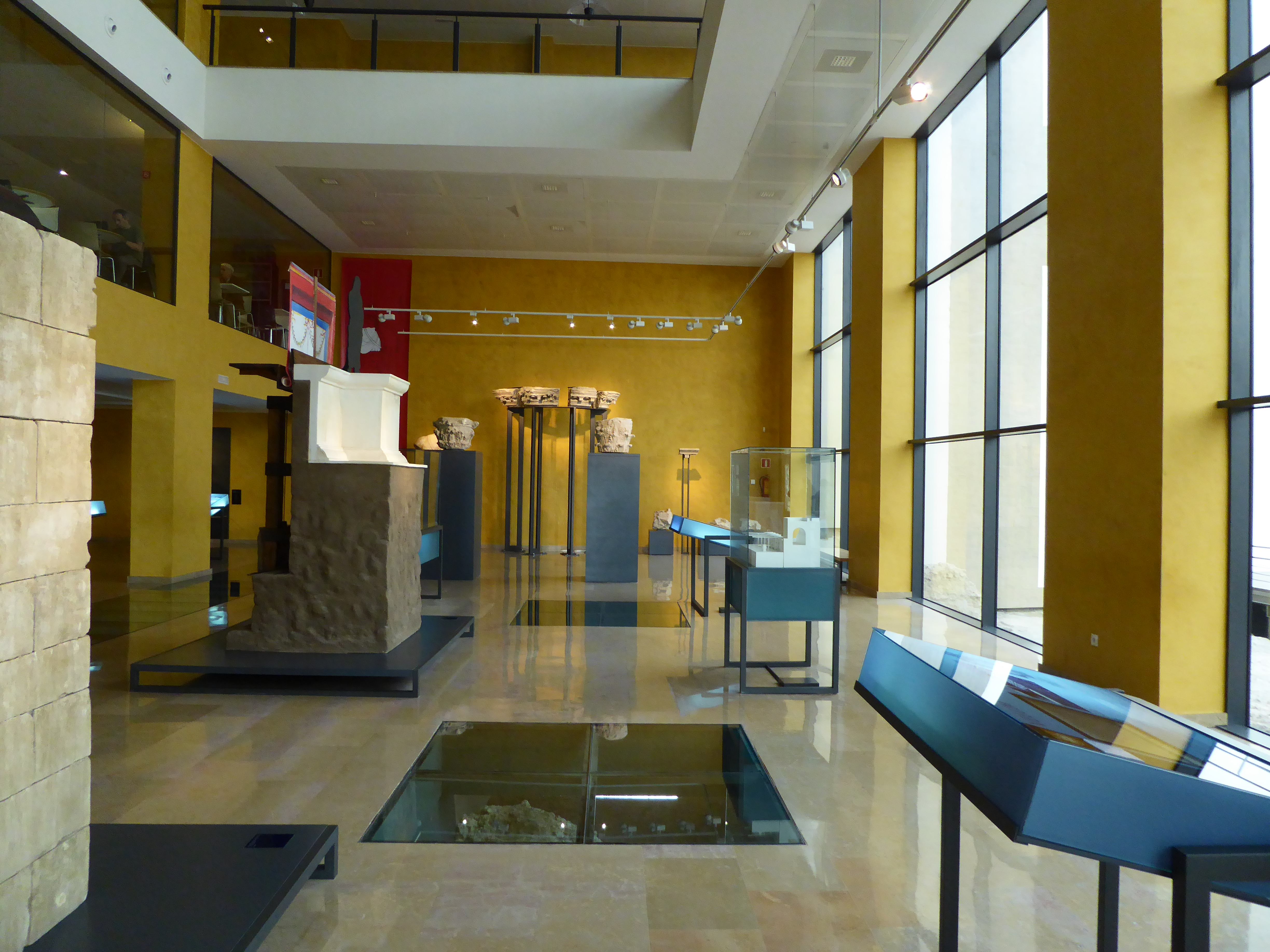
Interior del Museo del Teatro Romano.
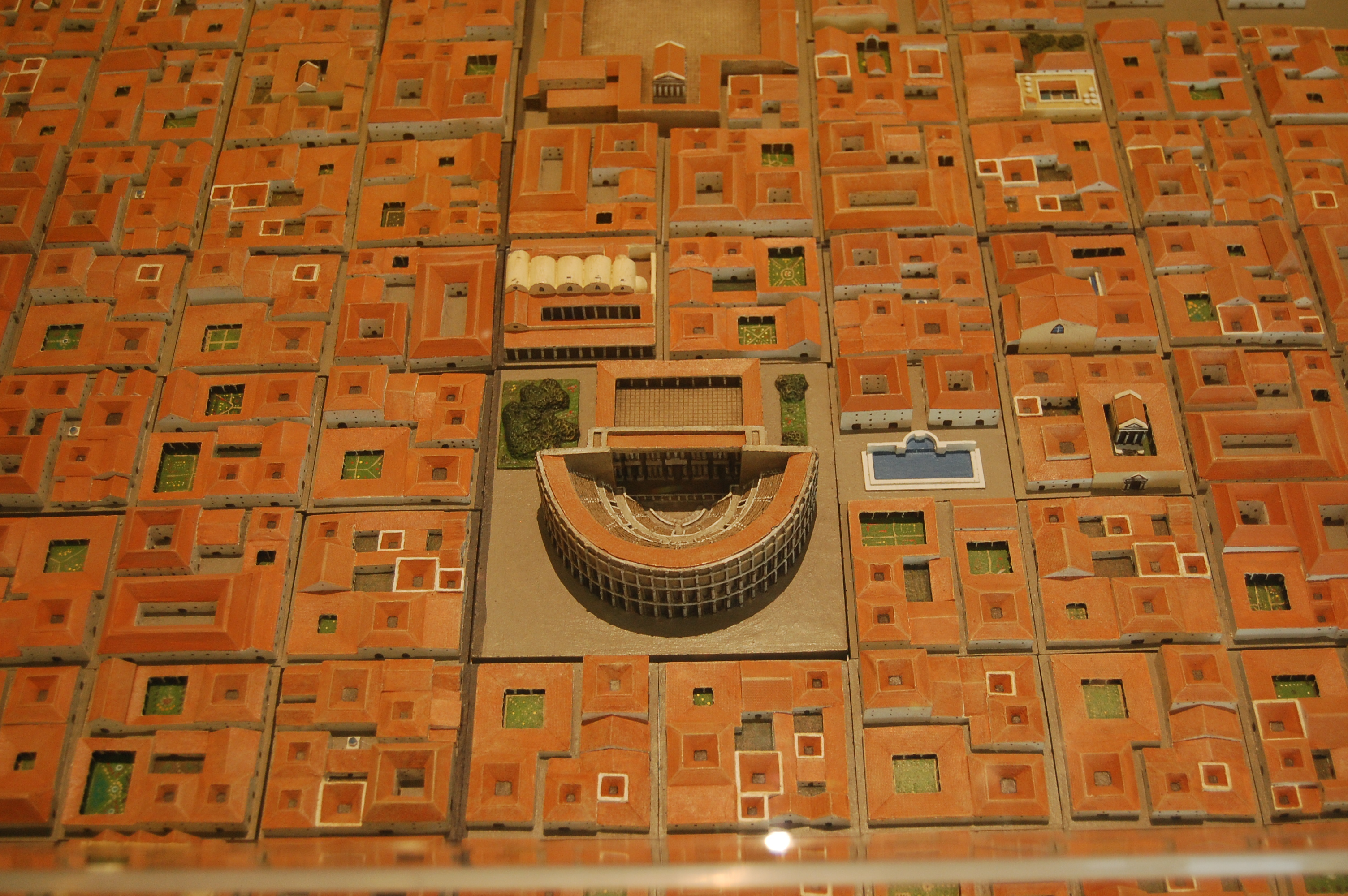
Ubicación del teatro en una maqueta existente en el Museo del Teatro.
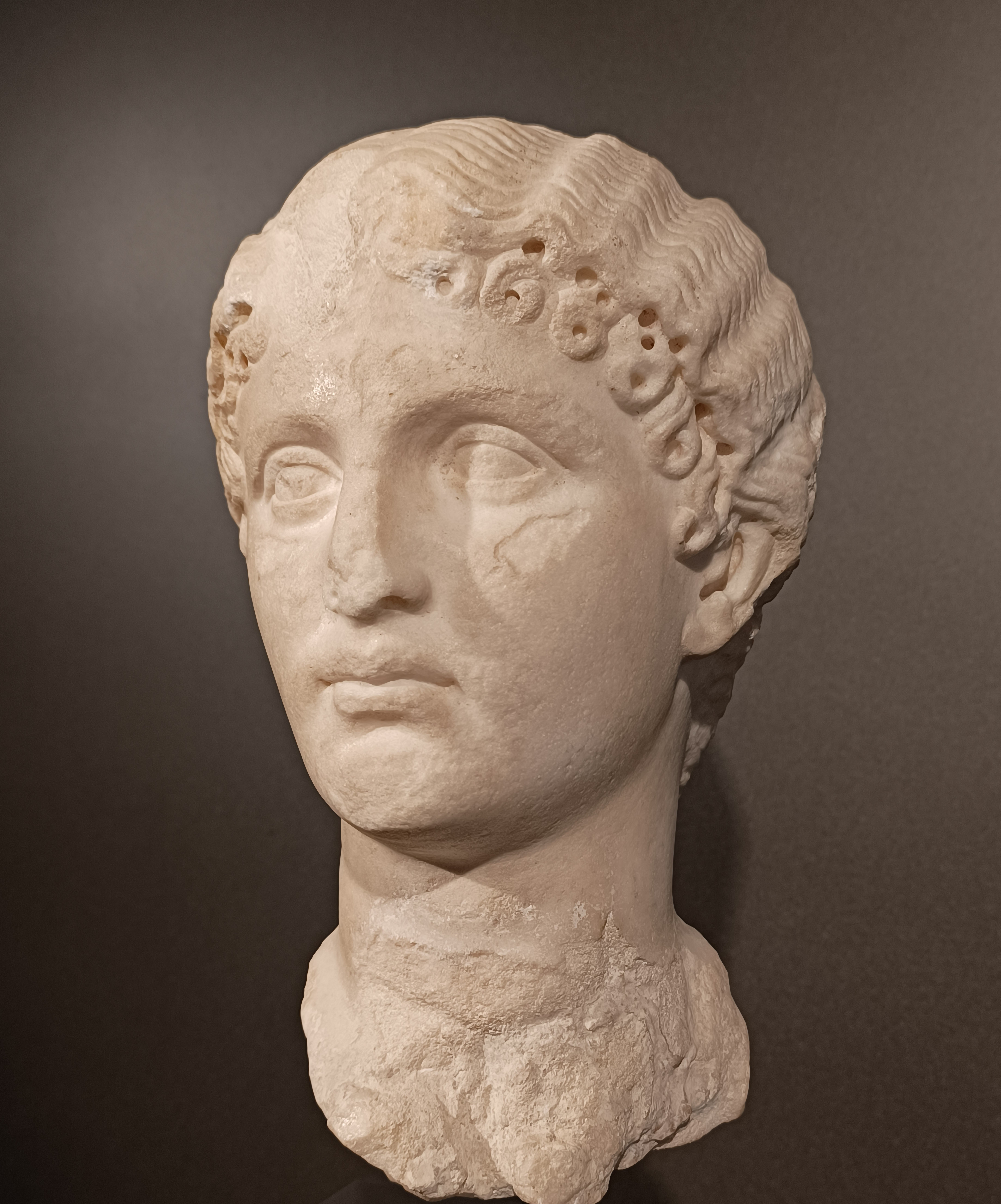
Cabeza de escultura de una joven del siglo I.